# Asni
Asni (em árabe: أسني‎) é uma pequena cidade e comuna rural do centro-sul de Marrocos, que faz parte da província de Al Haouz e da região de Marraquexe-Safim. Em 2004 a comuna tinha 18 674 habitantes.
Situada 45 km a sul de Marraquexe, 7 km a sul de Moulay Brahim e 14 km a nordeste de Ouirgane (distâncias por estrada), Asni é por vezes descrita como sendo mais um conjunto de aldeias espalhadas pelo pitoresco vale do asif (ribeira) Reraïa (ou Rerahaia), também chamado vale de Moulay Brahim, do que com uma verdadeira cidade. Encontra-se em pleno Alto Atlas, muito perto dos limites do Parque Nacional do Toubkal, junto ao local onde a junção de duas ribeiras dá origem ao Reraïa. As escarpas da parte ocidental do vale constituem o limite oriental do planalto de Kik, que corre de paralelo à estrada que liga Ouirgane a Moulay Brahim, passando por Asni.
A região pode ser terrivelmente fria no inverno, mas no verão tem uma temperatura amena.

## Atrações turísticas
O dia da semana mais movimentado em Asni é o sábado, dia em que se realiza um grande soco (mercado), que atrai gente de toda a região e onde são vendidos os produtos da região, onde se destacam as frutas, produzidas em grande quantidade, e o gado, principalmente cabras e ovelhas.
O principal atrativo da região é o maciço central do Alto Atlas, onde quase todos os cumes ultrapassam os 3 000 metros e que culmina no  Jbel Toubkal, a 4 167 m, a montanha mais alta do Norte de África, que se encontra a pouco mais de 20 km a sul-sudoeste da de Asni e fecha o horizonte a sul da cidade, proporcionando vistas magníficas. Além da paisagens, há diversas aldeias tradicionais berberes, como a própria Asni, cujo casbá vermelho domina todo o vale. A região é habitada pela tribo berbere dos Aït Ousertak, cuja vida quotidiana e costumes ancestrais foram descritos por Isabelle Idali-Demeyere, que viveu um ano na aldeia de Tidli e descreveu as suas experiências na sua obra Ahouach, Quatre saisons chez les Berbères ("Ahouach, Quatro estações entre os Berberes"), publicada em 2002.
A norte da cidade encontram-se as gargantas de Moulay Brahim. Em Moulay Brahim encontra-se zauia (santuário) ou mausoléu de Mulei Braim. Este foi um santo sufi da região que viveu no século XVII e o seu túmulo é o destino de peregrinação de muitos muçulmanos. Junto à saída do desfiladeiro encontra-se outra grande aldeia pitoresca, Tahanaoute, alcandorada numa encosta do vale do Reraia.

## Imlil
A localidade que atrai mais turistas na região é Imlil,31° 7' 35" N 7° 55' 3" O uma aldeia fortificada situada 17 km a sul de Asni, no vale de Mizane e no sopé do Toubkal, a 1 740 m de altitude, em cujo extremo norte se situa Asni. Imlil é usado como base pela grande parte dos caminhantes que sobem ao cume do Toubkal ou que percorrem os diversos circuitos de caminhada existentes na região, como o Lago de Ifni, o maior lago natural de Marrocos e um dos mais altos, situado por na parte sudeste do Toubkal. A principal produção agrícola de Imlil são nozes, mas nos últimos anos outras produções frutícolas, como maçãs e cerejas também têm vindo a ganhar importância. Parte do filme Kundun, uma biografia do Dalai Lama de 1997, foi filmado em Imlil.